# Ида Булонска
Ида Булонска или Ида Лотарингска или Ида Фландерска (на френски: Ide de Lorraine, Ide de Boulogne; * 1160, † 21 април 1216) е от 1173 до 1216 г. графиня на Булон.

## Произход
Тя е голямата дъщеря и наследничка на Матийо I Елзаски († 1173), граф на Булон, и на Мария Булонска († 1182), дъщеря на английския крал Стивън и Матилда Булонска.

## Фамилия
Ида Булонска се омъжва три пъти:
∞ 1. през 1181 г. за граф Герхард III от Гелдерн († 1181), син на граф Хайнрих I. Бракът е бездетен.
∞ 2. през 1183 г. за херцог Бертхолд IV фон Церинген († 1186). Бракът е бездетен.
∞ 3. през април 1191 г. за граф Рено дьо Дамартен († 1227). Тя е втората му съпруга. С него има една дъщеря:
- Матилда (1202 – 1260), графиня на Булон, Омал и Дамартен, кралица на Португалия (1248 – 1253)

∞ 1216 за Филип Юрпел (1200 – 1234), граф на Клермон, син на крал Филип II Август от Франция
∞ 1235 за Афонсу III (1210– 1279), крал на Португалия (развод 1253)